# Hästen, Kimitoön
Hästen är klippor i Finland.   De ligger i kommunen Kimitoön i landskapet Egentliga Finland, i den södra delen av landet, 130 km väster om huvudstaden Helsingfors.
Terrängen runt Hästen är mycket platt.  Närmaste större samhälle är Hangö, 12,0 km öster om Hästen. 